# Onam-eup
Onam-eup (koreanska: 오남읍) är en köping i kommunen Namyangju i  provinsen Gyeonggi i den norra delen av Sydkorea, 25 km nordost om huvudstaden Seoul.